# Hrvoje Fižuleto
Hrvoje Fižuleto (Zadar, 15. siječnja 1963.), hrvatski atletičar. Natjecao se za Jugoslaviju.
Natjecao se na Olimpijskim igrama 1984. u skoku u vis. Nastupio je u prednatjecanju.
Bio je član Zadra i zagrebačke Mladosti. Živi u Sloveniji.